# Charles McGraw
Charles McGraw,  właśc. Charles Crisp Butters (ur. 10 maja 1914 w Des Moines (Iowa), zm. 29 lipca 1980 w Los Angeles) – amerykański aktor teatralny, filmowy i telewizyjny.

## Biografia
Charles McGraw urodził się w Des Moines – stolicy stanu Iowa. Jego prawdziwe nazwisko pochodziło od nazwisk jego rodziców – Beatrice Crisp i Francisa P. Buttersa. W późniejszych latach jego rodzice wraz nim przenieśli się do Akron w stanie Ohio, gdzie młody Charles ukończył szkołę średnią. Po krótkim epizodzie aktora teatralnego, w 1942 roku zadebiutował w filmie (The Undying Monster). Kolejne lata w jego dorobku artystycznym to filmy "klasy B", w których najczęściej nie był nawet wymieniany w napisach. Dopiero w 1946 roku wystąpił w Zabójcach – obrazie Roberta Siódmaka, czterokrotnie nominowanym do nagrody Oscara. Film ten okazał się być przełomowym w jego karierze i stał się jego "przepustką" do filmów pierwszego formatu. Rok później wystąpił w ośmiu filmach, z których trzy – Długa noc, Brutalna siła i T-Men okazały się być dużymi sukcesami kasowymi. Były one dziełami uznanych twórców, a McGraw partnerował w nich gwiazdom światowego kina. Na przełomie lat 40. i 50. jego domeną stały się filmy gatunku noir. W 1950 roku zagrał swoją pierwszą główną rolę w filmie Armored Car Robbery. Spośród jego filmowych kreacji w latach późniejszych na uwagę zasługuje rola trenera gladiatorów w megaprodukcji Spartakus z 1960.
Na pierwszą połowę lat 50. datuje się początek jego występów w telewizji. Pojawił się m.in. w tak głośnych serialach jak: Bonanza i Strzały w Dodge City.
Zmarł tragicznie na skutek wypadku w swoim domu w Los Angeles. 
W ciągu swojej 25-letniej kariery wystąpił w blisko 150 filmach i serialach TV. Jego role to wyłącznie twardzi ludzie o trudnych charakterach, zarówno funkcjonariusze organów ścigania, oficerowie jak i bezwzględni gangsterzy. 
Ma swoją gwiazdę w Alei Gwiazd na Hollywood Boulevard (6927). 
W 2007 roku ukazała się jego biografia autorstwa Alana K. Rode (Charles McGraw: Biography of a Film Noir Tough Guy). 

## Życie osobiste
W 1938 roku zawarł związek małżeński z Fredą Choy Kitt z którą miał córkę. Rozwiedli się w 1968. 

## Filmografia
- 1943 – The Mad Ghoul (Garrity)

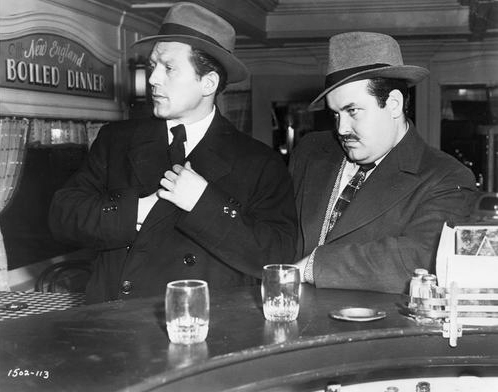
Z Williamem Conradem (z prawej) w Zabójcach (1946)

- 1943 – Dwa bilety do Londynu (Hendrik)
- 1944 – Siódmy krzyż (Allbright)
- 1946 – Zabójcy (Al)
- 1947 – Córka farmera (Fisher)
- 1947 – Brutalna siła (Andy)
- 1947 – T-Men (Moxie)
- 1948 – Krwawy księżyc (Milo Sweet)
- 1951 – Jego typ kobiety (Thompson/narrator)
- 1954 – Mosty Toko-Ri (komr Wayne Lee)
- 1954-56 – Adventures of the Falcon (Mike Waring)
- 1955-56 – Casablanca (Rick Blaine)
- 1958 – Ucieczka w kajdanach (kpt. Frank Gibbons)
- 1959 – Człowiek w potrzasku (szeryf Steve Ritter)
- 1959-63 – Nietykalni (Holly Kester/Pete Kalik/Johnny Torrio)
- 1959 – Wspaniały kraj (dr Stovall)
- 1960 – Spartakus (Marcellus)
- 1962-69 – Bonanza (Luke Mansfield/Warden Macdonald)
- 1963 – Ptaki (Sebastian Sholes)
- 1963 – Ten szalony, szalony świat (por. Matthew)
- 1964-67 – Strzały w Dodge City (Squawman/Dolen/Calvin)
- 1967 – Z zimną krwią (Tex Smith)
- 1967 – Zajęte ciało (Fred Harwell)
- 1968 – Powieście go wysoko (szeryf Calhoun)
- 1969 – Był tu Willie Boy (szeryf Wilson)
- 1971 – Johnny poszedł na wojnę (Mike Burkeman)
- 1971 – Chandler (Bernie Oakman)
- 1975 – Chłopiec i jego pies (kaznodzieja)
- 1977 – Ostatni promień blasku (gen. Crane)

i inni. 